# Восточноевропейские охотники-собиратели

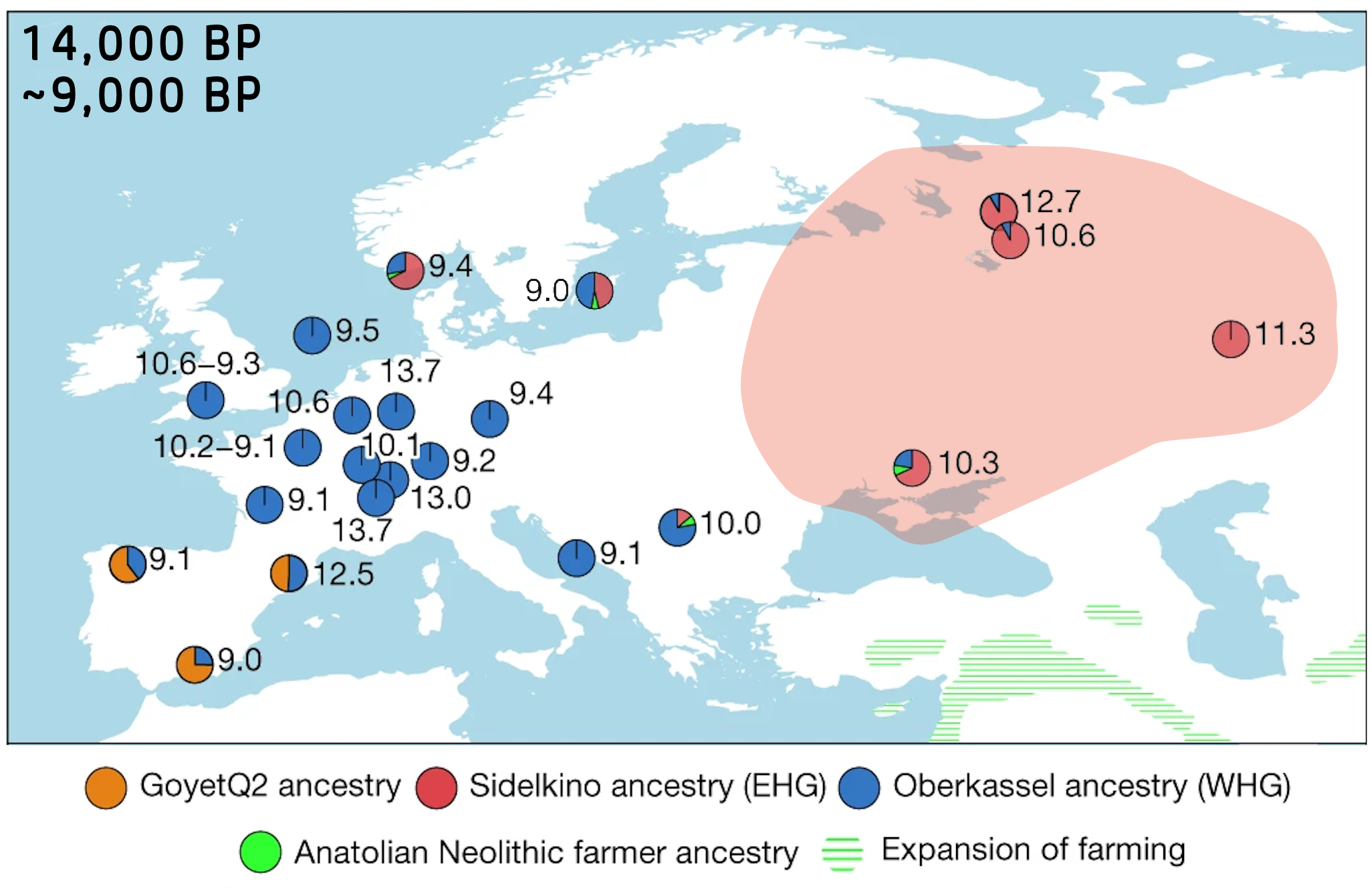
Охотники-собиратели в Европе между 14 и 9 тыс. л. н. с основным ареалом восточных охотников-собирателей (EHG)

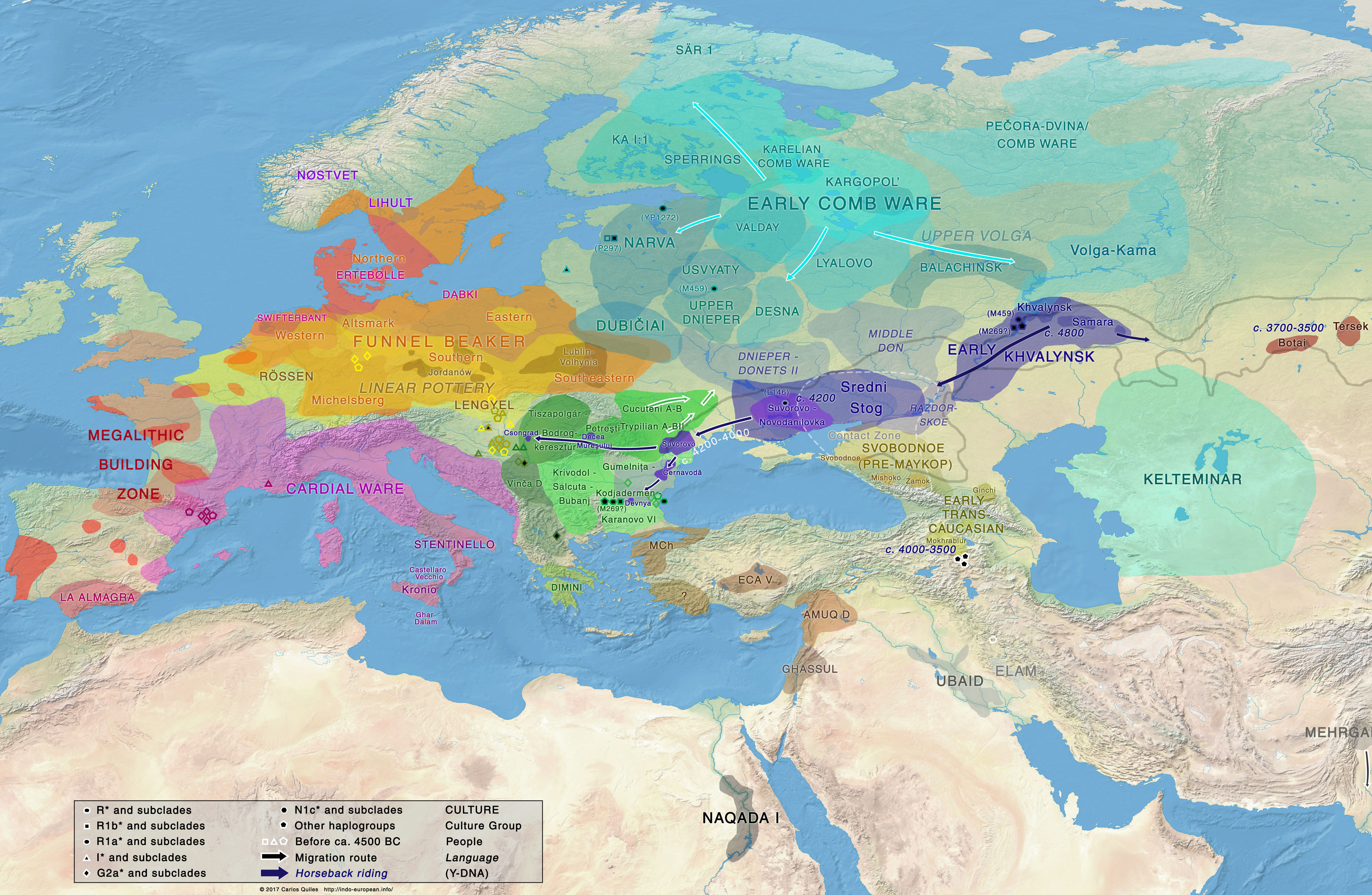
Неолитические миграции, 5-е тысячелетие до н. э. Установлено, что культура ямочно-гребенчатой керамики, хвалынская и среднестоговская имеют значительный компонент EHG

Восточноевропе́йские охо́тники-собира́тели (англ. Eastern Hunter-Gatherer (EHG)) — в археогенетике условное название наследственного компонента, происходящего от мезолитических охотников-собирателей Восточной Европы.
Их генетический профиль может быть смоделирован как смесь сибирского палеолитического населения, называемого древними северными евразийцами (ANE), с западноевропейскими охотниками-собирателями (WHG), хотя связь между предковыми компонентами ANE и EHG еще недостаточно изучена из-за отсутствия образцов, которые могли бы преодолеть пространственно-временной разрыв.
В эпоху мезолита EHG населяли территорию, простирающуюся от Балтийского моря до Урала и Причерноморско-Каспийской степи. Наряду со скандинавскими охотниками-собирателями (SHG) и западными охотниками-собирателями (WHG), они составляли одну из трех основных генетических групп в послеледниковый период ранней голоценовой Европы. Граница между WHG и EHG проходила примерно от нижнего Дуная на север вдоль лесов западного Поднепровья к западной части Балтийского моря.
В эпоху неолита и раннего энеолита, вероятно, в 4-м тысячелетии до н. э. EHG в Причерноморско-Каспийской степи смешались с кавказскими охотниками-собирателями (CHG), в результате чего население, почти наполовину EHG и наполовину CHG, сформировало генетический кластер, известный как западные степные скотоводы (WSH). Предполагается, что популяции WSH, тесно связанные с людьми ямной культуры, начали массовую миграцию, приведшую к распространению индоевропейских языков на больших территориях Евразии.

## Исследования

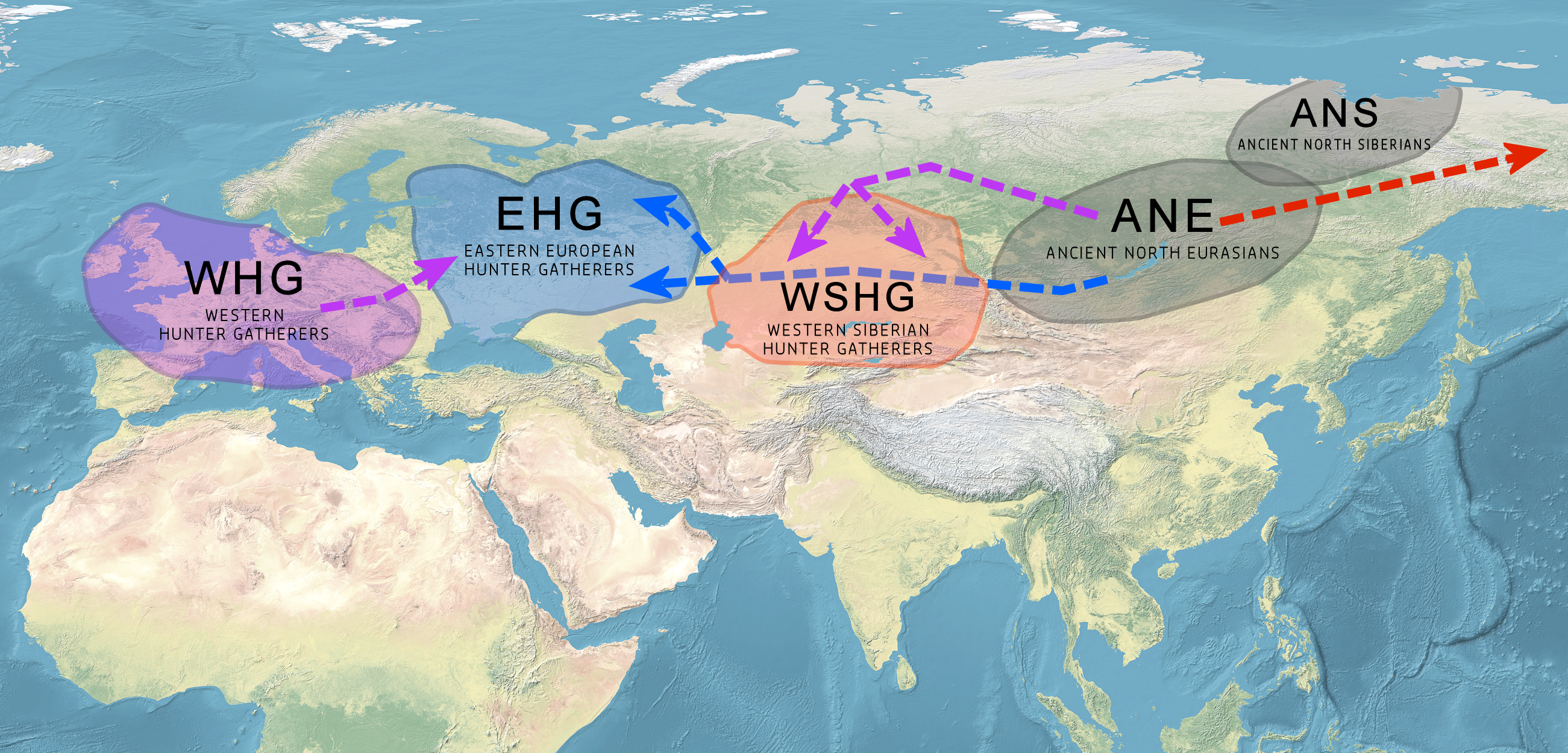
Схема возникновения EHG из предкового компонента древних северных евразийцев (ANE) с примесью WHG

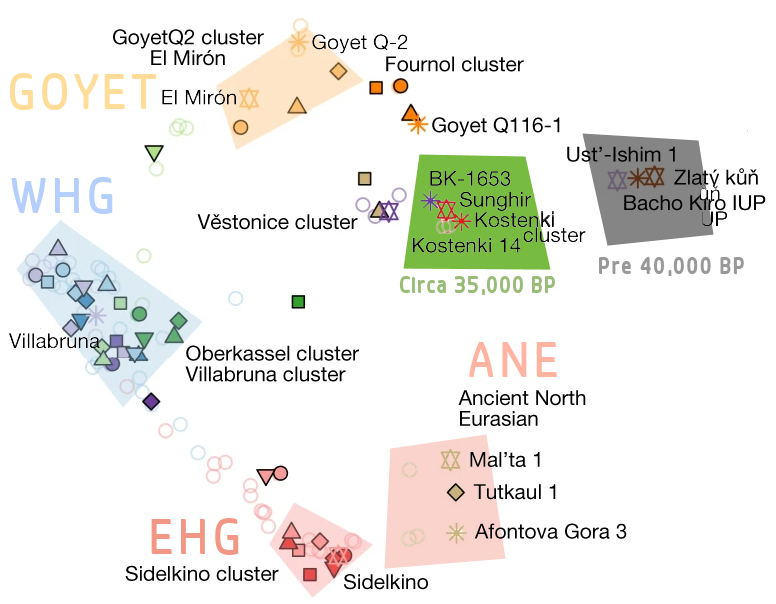
Расположение EHG (красный) и ANE (розовый) в пространстве главных компонент

Хаак с соавторами (2015) определили восточноевропейских охотников-собирателей (EHG) как отдельный генетический кластер только у двух мужчин. Мужчина самарской культуры (Лебяжинка, 5650-5550 гг. до н. э.) имел Y-гаплогруппу R1b1a1a* и мт-гаплогруппу U5a1d. Другой мужчина EHG, погребённый на Оленьем острове в Карелии (5500-5000 гг. до н. э.), был носителем Y-гаплогруппы R1a1 и мт-гаплогруппы C1g. Авторы исследования определили также кластеры западноевропейских охотников-собирателей (WHG) и скандинавских охотников-собирателей (SHG), промежуточный между WHG и EHG. Они предположили, что EHG имели смешанное происхождение от древних северных евразийцев (ANE) и WHG. Исследователи предложили различные модели пропорций примесей для EHG от WHG и ANE. Пост с соавторами (2023) обнаружили, что большинство особей EHG имели около 70% происхождения ANE и около 30% происхождения WHG. Их предки, подобные WHG, скорее всего, произошли не напрямую от кластеров Оберкассель и Виллабруна, а от родственной и пока не охваченной выборкой эпиграветтской популяции. Высокий вклад древних северных евразийцев также виден в тонком родстве EHG с 40 000-летним Тяньюаньским человеком из Северного Китая и другими жителями Восточной/Юго-Восточной Азии, что можно объяснить потоком генов из источника, связанного с Тяньюань, в линию ANE (представленную Мальто́й и Афонтовой горой 3), которая позже внесла значительный вклад в формирование EHG.
Формирование предкового компонента EHG, как полагают, произошло 13 000–15 000 лет назад. Останки, связанные с EHG, принадлежали в основном к Y-хромосомной гаплогруппе R1, реже - к J и Q. Их митохондриальные хромосомы принадлежали в основном к гаплогруппам U2, U4, U5, а также C1 и R1b. Генный поток из восточноазиатского источника в сторону EHG составил около 9,4% (4,4%–14,7%).
Было обнаружено, что люди ямной культуры волго-донских степей (западные степные скотоводы) представляют собой смесь EHG и «населения, родственного ближневосточному». В течение 3-го тысячелетия до нашей эры популяции, родственные ямникам, расселились по всей Европе, что значительно изменило генетический ландшафт континента. Расселение породило такие культуры, как шнуровой керамики и, возможно, стало источником распространения индоевропейских языков в Европе. EHG могли смешаться с «армяноподобным ближневосточным источником», который сформировал ямную культуру еще в эпоху энеолита (5200-4000 гг. до н. э.). Исследователи обнаружили, что EHG могли иметь различное происхождение от WHG и ANE. Их связь с WHG и ANE недостаточно выяснена.
Люди мезолитической кундской и нарвской культур восточной Прибалтики представляли собой смесь WHG и EHG, показывая наиболее близкое родство с WHG. Было обнаружено, что образцы из мезолита и неолита Украины плотно сгруппированы между WHG и EHG, что предполагает генетическую преемственность населения Днепровских порогов в течение 4000 лет. Эти образцы принадлежали исключительно к материнской гаплогруппе U, которая обнаружена примерно в 80 % всех европейских образцов охотников-собирателей.

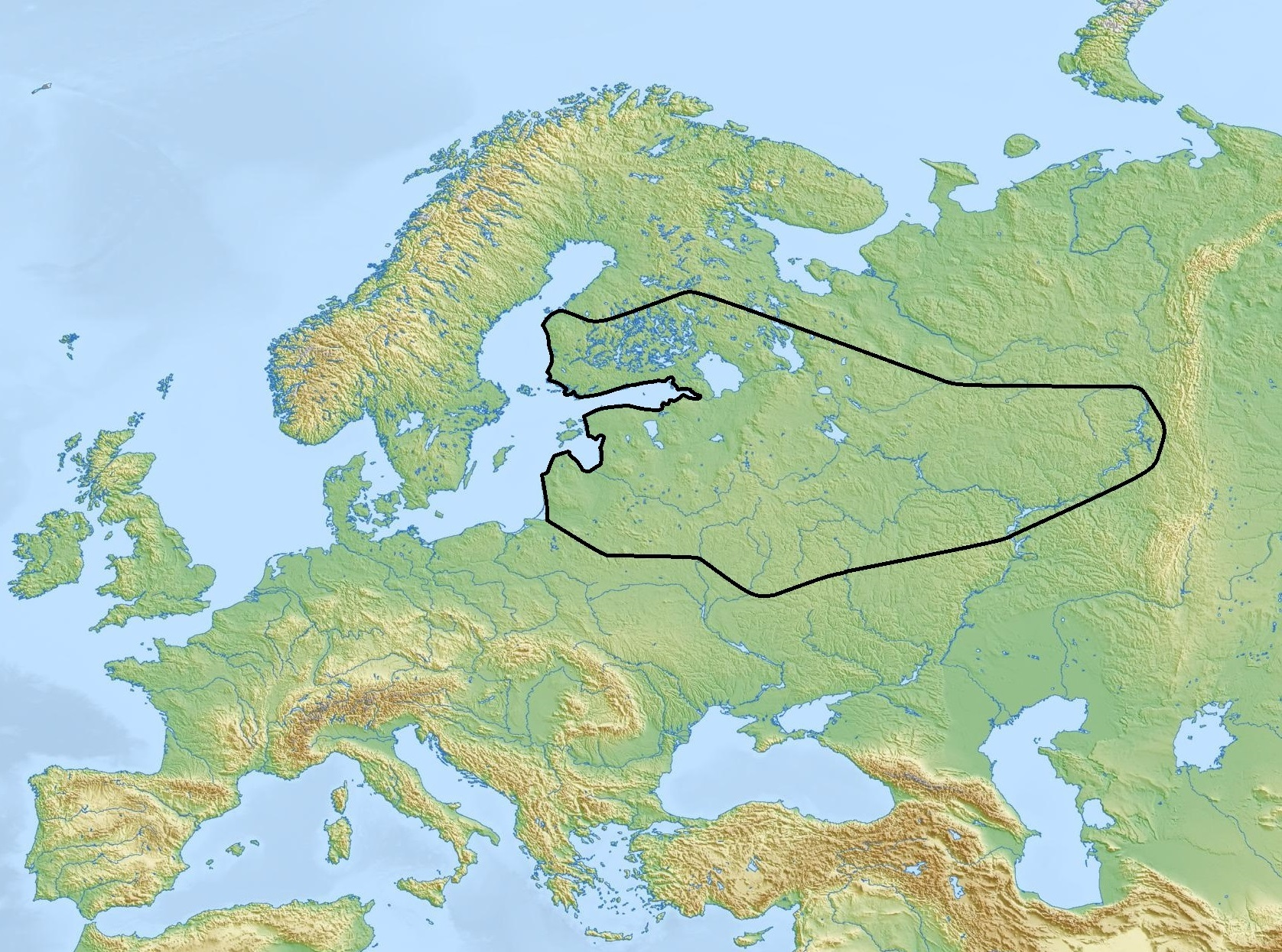
Культура ямочно-гребенчатой керамики

Люди культуры ямочно-гребенчатой керамики восточной Прибалтики имеют 65 % предков EHG. Это контрастирует с более ранними охотниками-собирателями в этом районе, которые были более тесно связаны с WHG. Это было продемонстрировано с использованием образца Y-ДНК, принадлежавшего гаплогруппе R1a15-YP172. Четыре извлеченных образца мтДНК представляли собой два образца U5b1d1, один образец U5a2d и один образец U4a.
Гюнтер с соавторами (2018) проанализировали 13 скандинавских охотников-собирателей (SHG) и обнаружили, что все они имеют происхождение от EHG. Как правило, SHG из западной и северной Скандинавии имели больше предков по EHG (около 49 %), чем люди из восточной Скандинавии (около 38 %). Авторы предположили, что SHG представляли собой смесь WHG, мигрировавших в Скандинавию с юга, и EHG, которые позже мигрировали в Скандинавию с северо-востока вдоль норвежского побережья. SHG показали более высокие частоты генетических вариантов, которые вызывают светлую кожу (SLC45A2 и SLC24A5) и светлые глаза (OCA/Herc2), чем WHG и EHG.
Также было обнаружено, что представители кундской и нарвской культур более тесно связаны с WHG, в то время как культура ямочно-гребенчатой керамики была более тесно связана с EHG. Было обнаружено, что северные и восточные районы восточной Прибалтики более тесно связаны с EHG, чем южные районы. В исследовании отмечается, что EHG, подобно SHG и балтийским охотникам-собирателям, несут высокие частоты производных аллелей SLC24A5 и SLC45A2, кодирующих светлую кожу.
Мэтисон с соавторами (2018) проанализировали генетику большого количества скелетов доисторической Восточной Европы. Тридцать семь образцов были из эпохи мезолита и неолита Украины (9500-6000 лет до н. э.). Они были классифицированы как промежуточные между EHG и SHG. Мужчины принадлежали исключительно к гаплотипам R (особенно субкладам R1b1 и R1a) и гаплотипам I (особенно субкладам I2). Митохондриальная ДНК принадлежала почти исключительно U (особенно субкладам U5 и U4).
Проанализировано большое количество индивидов из могильника Звейниеки, которые в основном принадлежали кундской и нарвской культурам восточной Прибалтики. На более ранних этапах большинство из них имело происхождение WHG, но со временем происхождение EHG стало преобладающим. Y-ДНК этого участка принадлежала почти исключительно гаплогруппам R1b1a1a и I2a1, МтДНК принадлежала исключительно гаплогруппе U (особенно субкладам U2, U4 и U5).
По оценкам, сорок человек из трёх мест мезолитической культуры Железных ворот на Балканах имеют 85 % WHG и 15 % EHG происхождения. Мужчины несли исключительно гаплотипы R1b1a и I (в основном субклады I2a), мтДНК принадлежала в основном U (особенно субкладам U5 и U4).
Было обнаружено, что люди культуры Триполье-Кукутень имеют около 20 % предков охотников-собирателей, занимавших промежуточное положение между EHG и WHG.
Нарасимхан с соавторами (2019) ввёл новый наследственный компонент — западносибирские охотники-собиратели (WSHG), предки которых на 30 % EHG, 50 % ANE и 20 % из Восточной Азии.

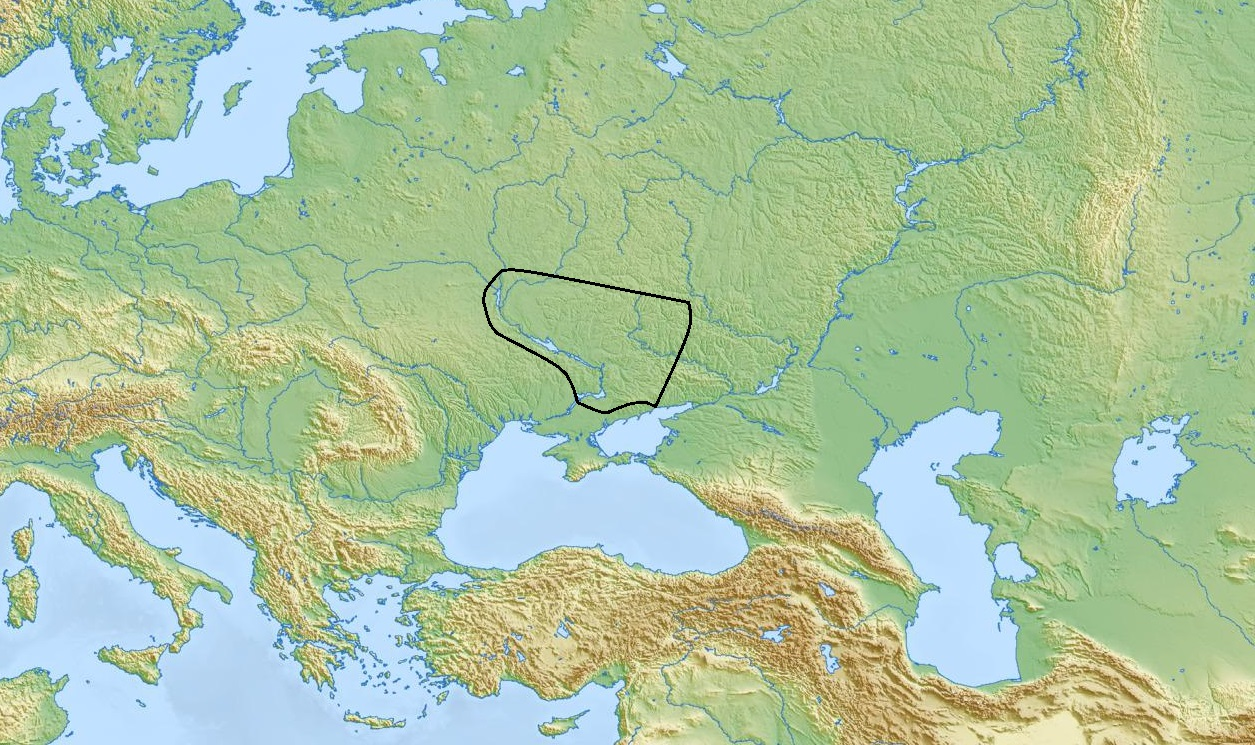
Днепро-донецкая культура (5000-4200 гг. до н. э.)

В отличие от ямной культуры, среди индивидов днепро-донецкой культуры не обнаружено потомков кавказских охотников-собирателей (CHG) или ранних европейских земледельцев (EEF). Днепро-донецкие мужчины и мужчины ямной культуры несут одни и те же отцовские гаплогруппы (R1b и I2a), что позволяет предположить, что примесь CHG и EEF среди ямников произошла в результате смешения мужчин EHG с женщинами EEF и CHG. По словам Дэвида Энтони, это предполагает, что на индоевропейских языках изначально говорили EHG, жившие в Восточной Европе.

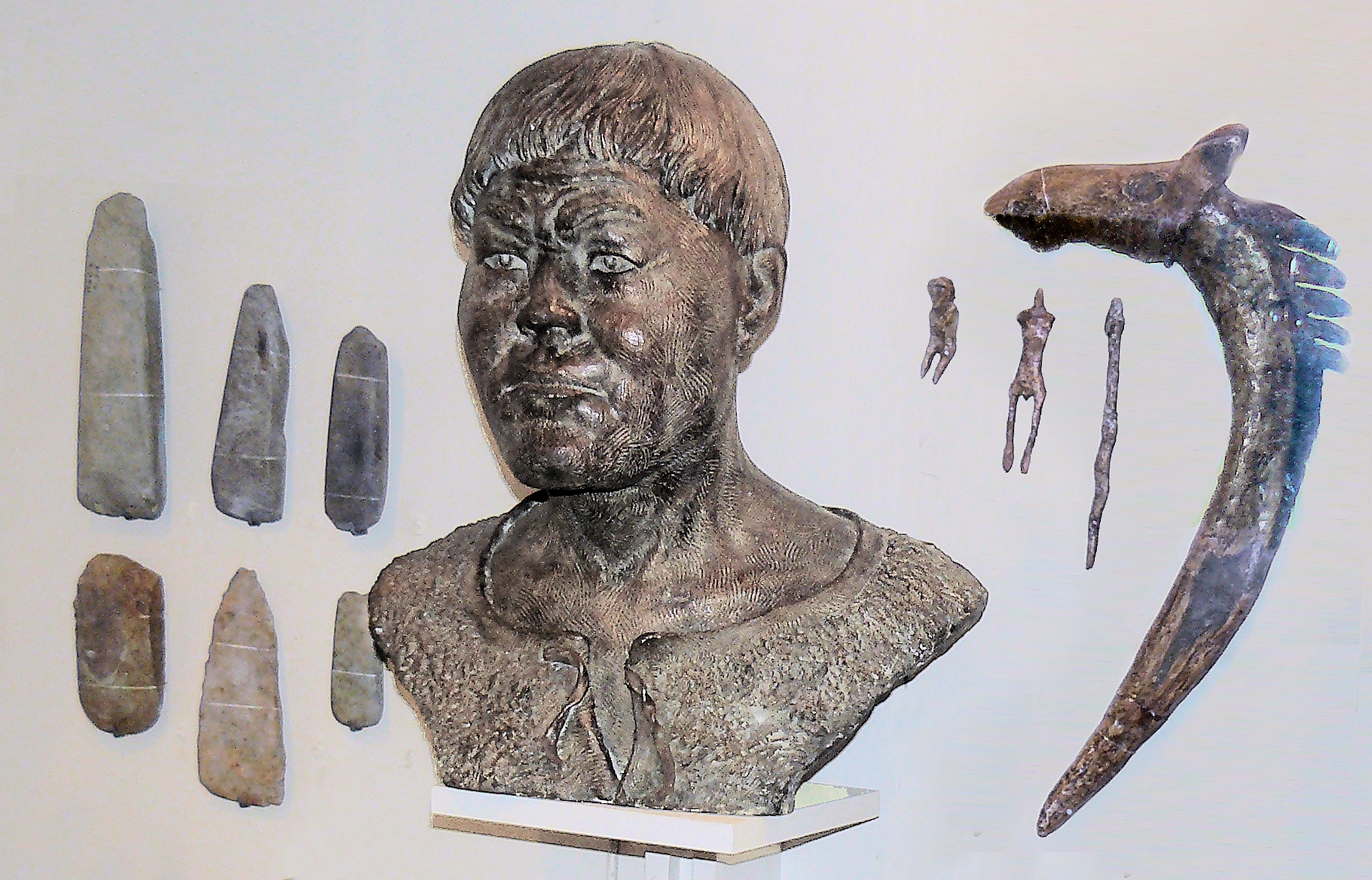
Восточноевропе́йский охо́тник-собира́тель. Eastern Hunter Gatherer

## Внешность

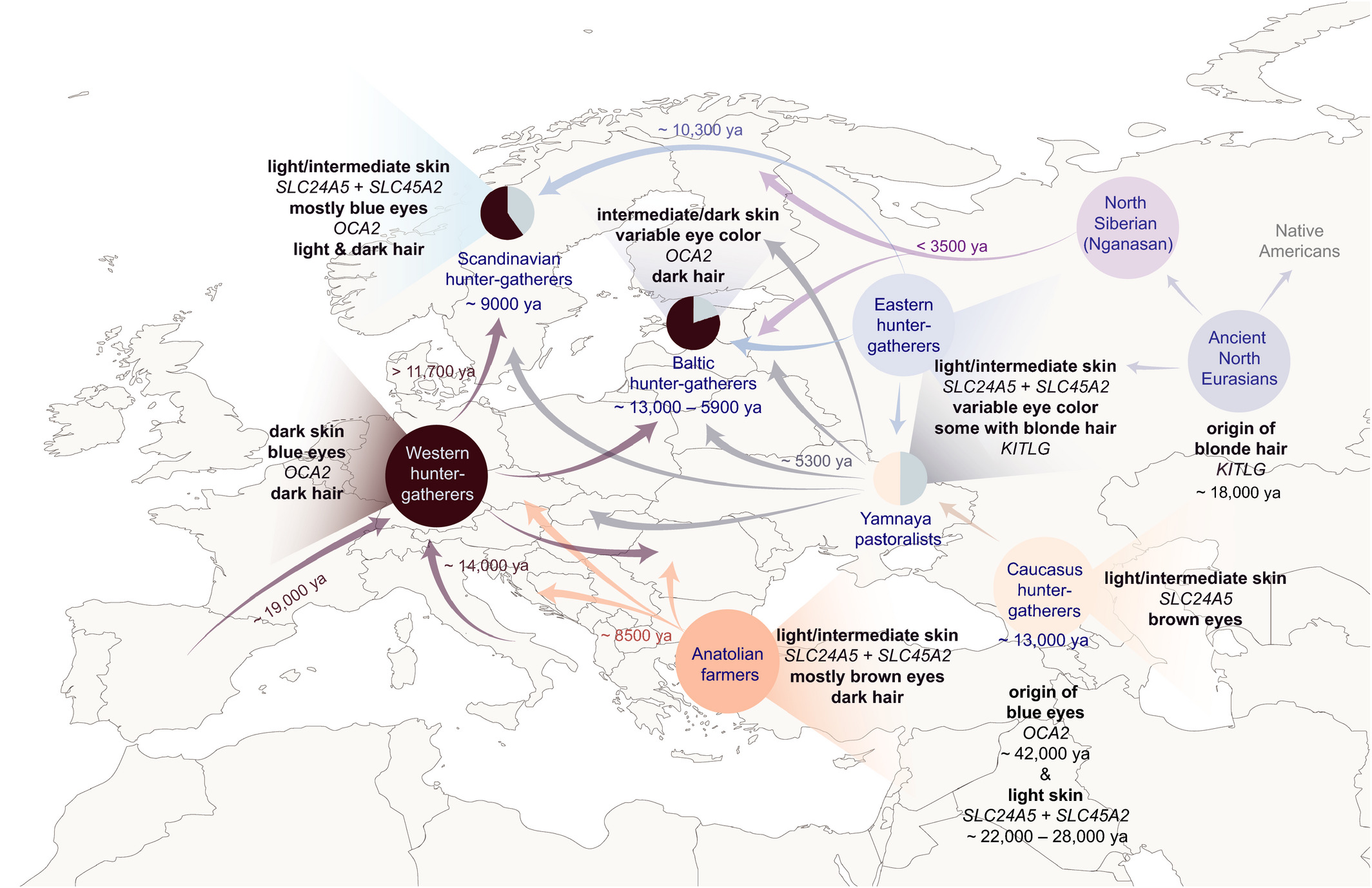
Из Hanel and Carlberg (2020). Считается, что европейские светлые волосы возникли на юге центральной Сибири.

Предполагается, что у EHG в основном были карие глаза и светлая кожа, с «промежуточными частотами голубоглазых вариантов» и «высокими частотами светлокожих вариантов». EHG с Оленьего острова (Карелия) был определен Гюнтером (2018) как человек с высокой вероятностью быть кареглазым и темноволосым, с предполагаемым промежуточным тоном кожи. Другой EHG самарской культуры был предсказан как светлокожий, и была определена высокая вероятность того, что он будет голубоглазым со светлым оттенком волос, с расчетной вероятностью 75 % быть светловолосым.
Аллель rs12821256 гена KITLG, контролирующего развитие меланоцитов и синтез меланина, который связан со светлыми волосами и впервые обнаружен у человека со стоянки Афонтова гора в Сибири, датируемого примерно 15 000 г. до н. э., обнаружен у трех восточноевропейских охотников-собирателей из Самары, Муталы и Украины.